# Broquiès
Broquiès est une commune française située dans le département de l'Aveyron, en région Occitanie.

## Géographie

### Localisation et communes limitrophes
La commune de Broquiès se trouve au sud du Massif central, dans la moitié sud du département de l'Aveyron, dans la petite région agricole des Monts de Lacaune.
Elle se situe à 57 km par la route de Rodez, préfecture du département, à 48 km de Millau, sous-préfecture, et à 44 km de Pont-de-Salars, bureau centralisateur du canton de Raspes et Lévezou dont dépend la commune depuis 2015. La commune fait en outre partie du bassin de vie de Réquista.
Les communes les plus proches sont : Saint-Izaire (3,9 km), Brousse-le-Château (5,7 km), Montclar (5,7 km), Lestrade-et-Thouels (6,7 km), Le Truel (6,8 km), Connac (7,7 km), Calmels-et-le-Viala (8,0 km), Les Costes-Gozon (8,6 km), Villefranche-de-Panat (9,3 km).
Broquiès est limitrophe de six autres communes.
| Lestrade-et-Thouels | Villefranche-de-Panat | Le Truel         |
|                     | Broquiès              | Les Costes-Gozon |
| Brousse-le-Château  | Saint-Izaire          |                  |

### Paysages et relief
Au sud du Massif central, dans la moitié sud du département de l'Aveyron, la commune de Broquiès est située à l'intérieur du parc naturel régional des Grands Causses. Le territoire communal, qui s'étend sur 37,99 km2, est arrosé par le Tarn dans des gorges appelées raspes. Deux des affluents du Tarn servent de limite communale : le Dourdou de Camarès au sud sur trois kilomètres et l'Alrance à l'ouest en deux endroits distincts pour un total de trois kilomètres et demi.
L'altitude minimale, avec 243 mètres, se trouve localisée au sud-ouest, près du lieu-dit Maziès, là où le Tarn quitte la commune et sert de limite entre celles de Brousse-le-Château et Saint-Izaire. L'altitude maximale avec 738 mètres est située au nord, sur le Lévézou, au Puech de Bétouille.

### Hydrographie

#### Réseau hydrographique

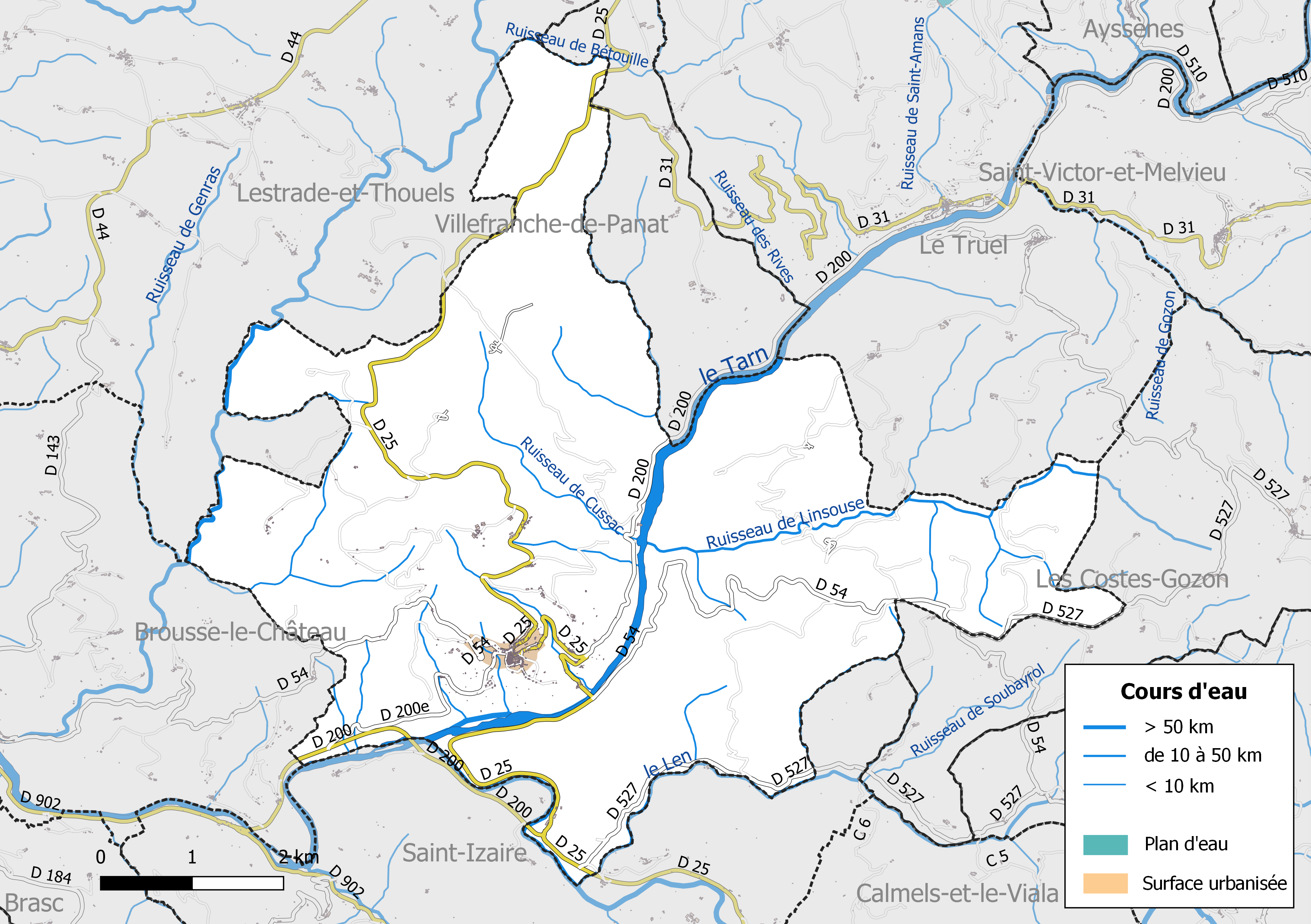
Réseaux hydrographique et routier de Broquiès.

La commune est drainée par le Tarn, le Dourdou de Camarès, l'Alrance, le Len, le ruisseau de Linsouse, Bras du Tarn, le ruisseau de Bétouille, le ruisseau de Cansac, le ruisseau de Cussac, le ruisseau de Las Combes, le ruisseau des Combets, par divers petits cours d'eau.
Le Tarn, d'une longueur totale de 380,2 km, prend sa source dans la commune de Pont de Montvert - Sud Mont Lozère (48) et se jette  dans la Garonne à Saint-Nicolas-de-la-Grave (82), après avoir arrosé 99 communes.
Le Dourdou de Camarès, d'une longueur totale de 86,8 km, prend sa source dans la commune de Murat-sur-Vèbre (81) et se jette  dans le Tarn à Saint-Izaire, après avoir baigné 13 communes.
L'Alrance, d'une longueur totale de 26 km, prend sa source dans la commune d'Alrance et se jette  dans le Tarn à Brousse-le-Château, après avoir arrosé 5 communes.
Le Len, d'une longueur totale de 16,8 km, prend sa source dans la commune de Saint-Affrique et se jette  dans le Dourdou de Camarès à Saint-Izaire, après avoir baigné 5 communes.

#### Gestion des cours d'eau
La gestion des cours d’eau situés dans le bassin de l’Aveyron est assurée par l’établissement public d'aménagement et de gestion des eaux (EPAGE) Aveyron amont, créé le 1er janvier 2017, en remplacement du syndicat mixte du bassin versant Aveyron amont,,.

### Climat
Pour des articles plus généraux, voir Climat de l'Occitanie et Climat de l'Aveyron.
En 2010, le climat de la commune est de type climat du Bassin du Sud-Ouest, selon une étude s'appuyant sur une série de données couvrant la période 1971-2000. En 2020, Météo-France publie une typologie des climats de la France métropolitaine dans laquelle la commune est exposée à un climat de montagne et est dans la région climatique Sud-est du Massif Central, caractérisée par une pluviométrie annuelle de 1 000 à 1 500 mm, minimale en été, maximale en automne.
Pour la période 1971-2000, la température annuelle moyenne est de 12,9 °C, avec une amplitude thermique annuelle de 15,4 °C. Le cumul annuel moyen de précipitations est de 918 mm, avec 11 jours de précipitations en janvier et 5,6 jours en juillet. Pour la période 1991-2020, la température moyenne annuelle observée sur la station météorologique la plus proche, située sur la commune de Durenque à 13 km à vol d'oiseau, est de 10,6 °C et le cumul annuel moyen de précipitations est de 1 092,0 mm,. Pour l'avenir, les paramètres climatiques de la commune estimés pour 2050 selon différents scénarios d'émission de gaz à effet de serre sont consultables sur un site dédié publié par Météo-France en novembre 2022.

### Milieux naturels et biodiversité

#### Espaces protégés
La protection réglementaire est le mode d’intervention le plus fort pour préserver des espaces naturels remarquables et leur biodiversité associée.
Dans ce cadre, la commune fait partie d'un espace protégé, le Parc naturel régional des Grands Causses, créé en 1995 et d'une superficie de 327 937 ha, qui s'étend sur 97 communes. Ce territoire rural habité, reconnu au niveau national pour sa forte valeur patrimoniale et paysagère, s’organise autour d’un projet concerté de développement durable, fondé sur la protection et la valorisation de son patrimoine,.

#### Sites Natura 2000

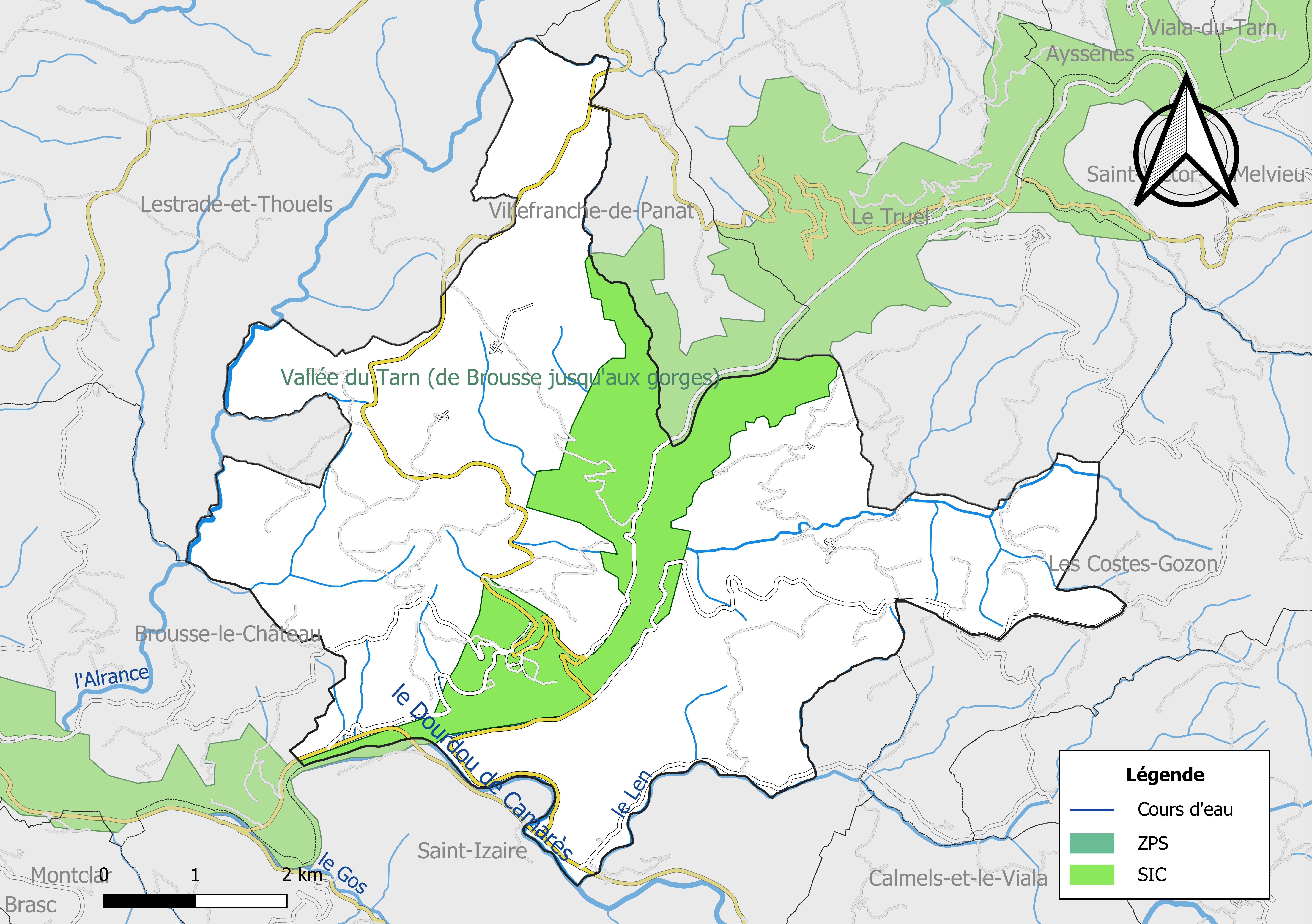
Sites Natura 2000 sur le territoire communal.

Le réseau Natura 2000 est un réseau écologique européen de sites naturels d’intérêt écologique élaboré à partir des Directives « Habitats » et « Oiseaux ». Ce réseau est constitué de Zones spéciales de conservation (ZSC) et de Zones de protection spéciale (ZPS). Dans les zones de ce réseau, les États Membres s'engagent à maintenir dans un état de conservation favorable les types d'habitats et d'espèces concernés, par le biais de mesures réglementaires, administratives ou contractuelles.
Un site Natura 2000 a été défini sur la commune au titre de la « directive Habitats ».
La « Vallée du Tarn (de Brousse-le-Château jusqu'aux gorges) », d'une superficie de 3 713 ha, est une vallée encaissée offrant une grande diversité de situations aquatiques et géologiques (terrains calcaires et acides) entrainant une végétation originale. Présence de grottes à chauves-souris et d'une population remarquable d'Odonates rares, notamment Macromia splendens.

#### Zones naturelles d'intérêt écologique, faunistique et floristique
L’inventaire des zones naturelles d'intérêt écologique, faunistique et floristique (ZNIEFF) a pour objectif de réaliser une couverture des zones les plus intéressantes sur le plan écologique, essentiellement dans la perspective d’améliorer la connaissance du patrimoine naturel national et de fournir aux différents décideurs un outil d’aide à la prise en compte de l’environnement dans l’aménagement du territoire.
Le territoire communal de Broquiès comprend une ZNIEFF de type 1,, 
la « Rivière Tarn (partie Aveyron) » (2 381 ha)
, et deux ZNIEFF de type 2, : 
- le « Rougier de Camarès » (56 714 ha), qui s'étend sur 33 communes dont 32 dans l'Aveyron et une dans l'Hérault[29];
- la « Vallée du Tarn, amont » (36 322 ha), qui s'étend sur 57 communes dont 31 dans l'Aveyron, 25 dans le Tarn et 1 dans la Lozère[30].

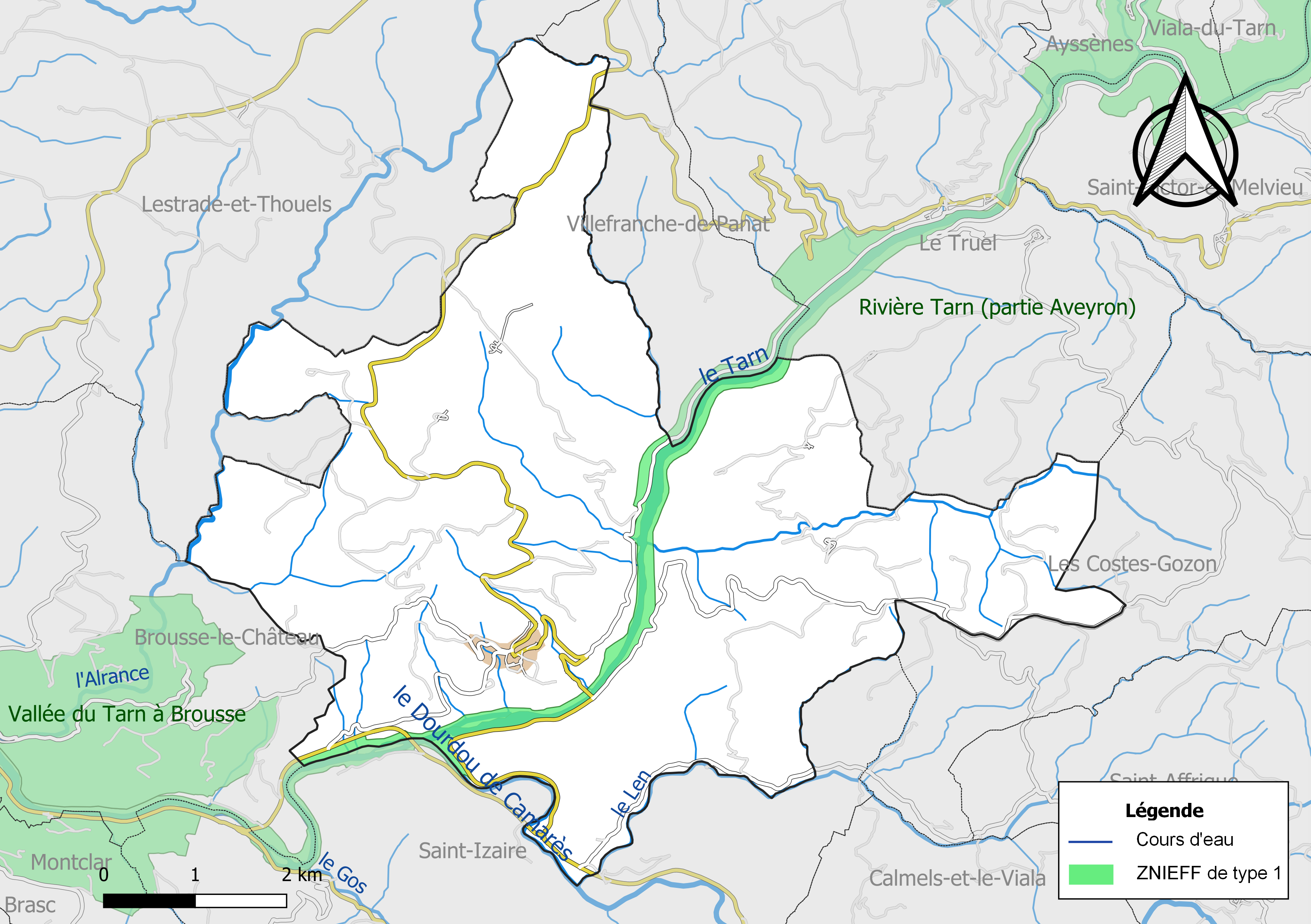
Carte de la ZNIEFF de type 1 de la commune.
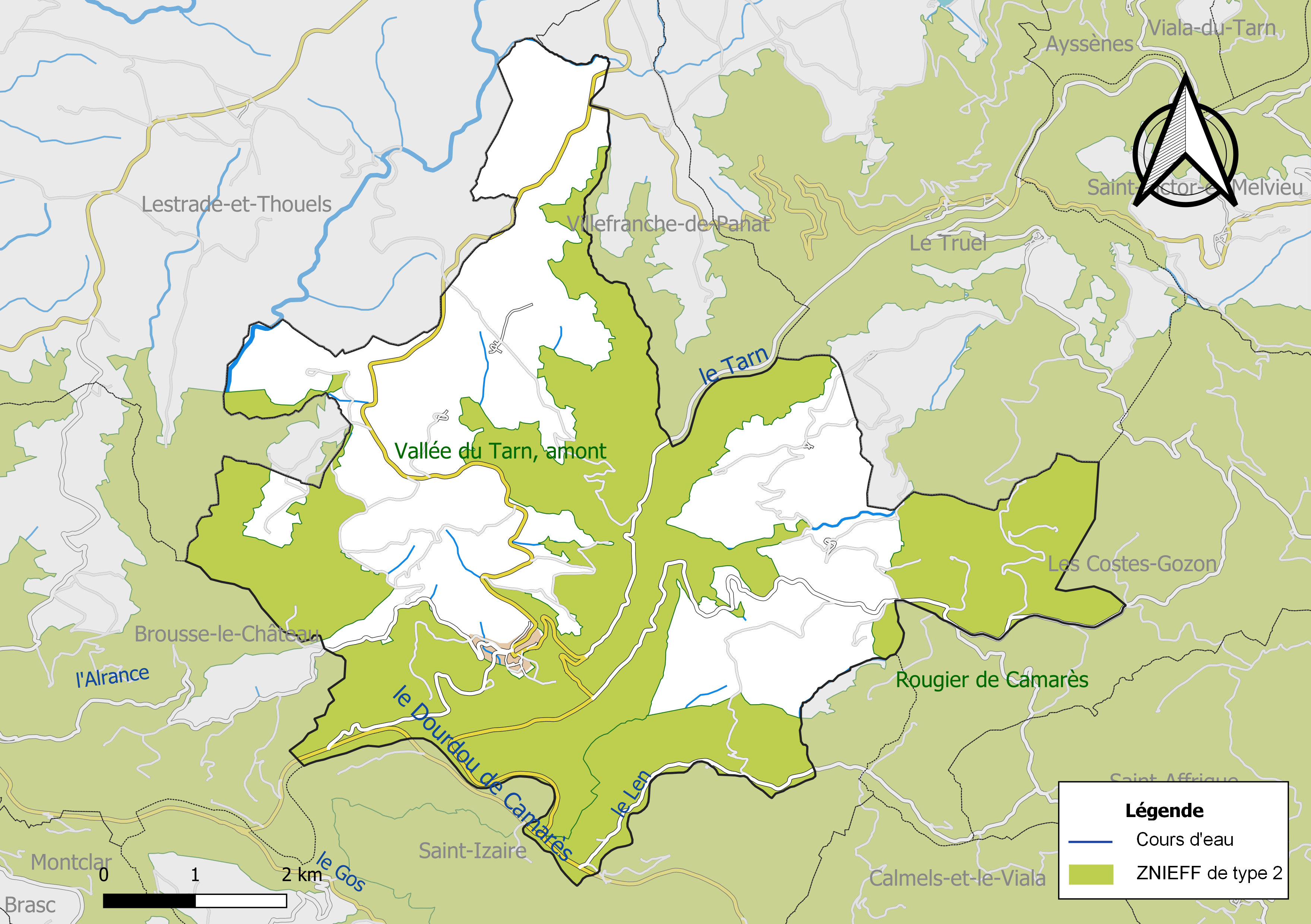
Carte des ZNIEFF de type 2 de la commune.

## Urbanisme

### Typologie
Au 1er janvier 2024, Broquiès est catégorisée commune rurale à habitat très dispersé, selon la nouvelle grille communale de densité à 7 niveaux définie par l'Insee en 2022.
Elle est située hors unité urbaine et hors attraction des villes,.

### Occupation des sols

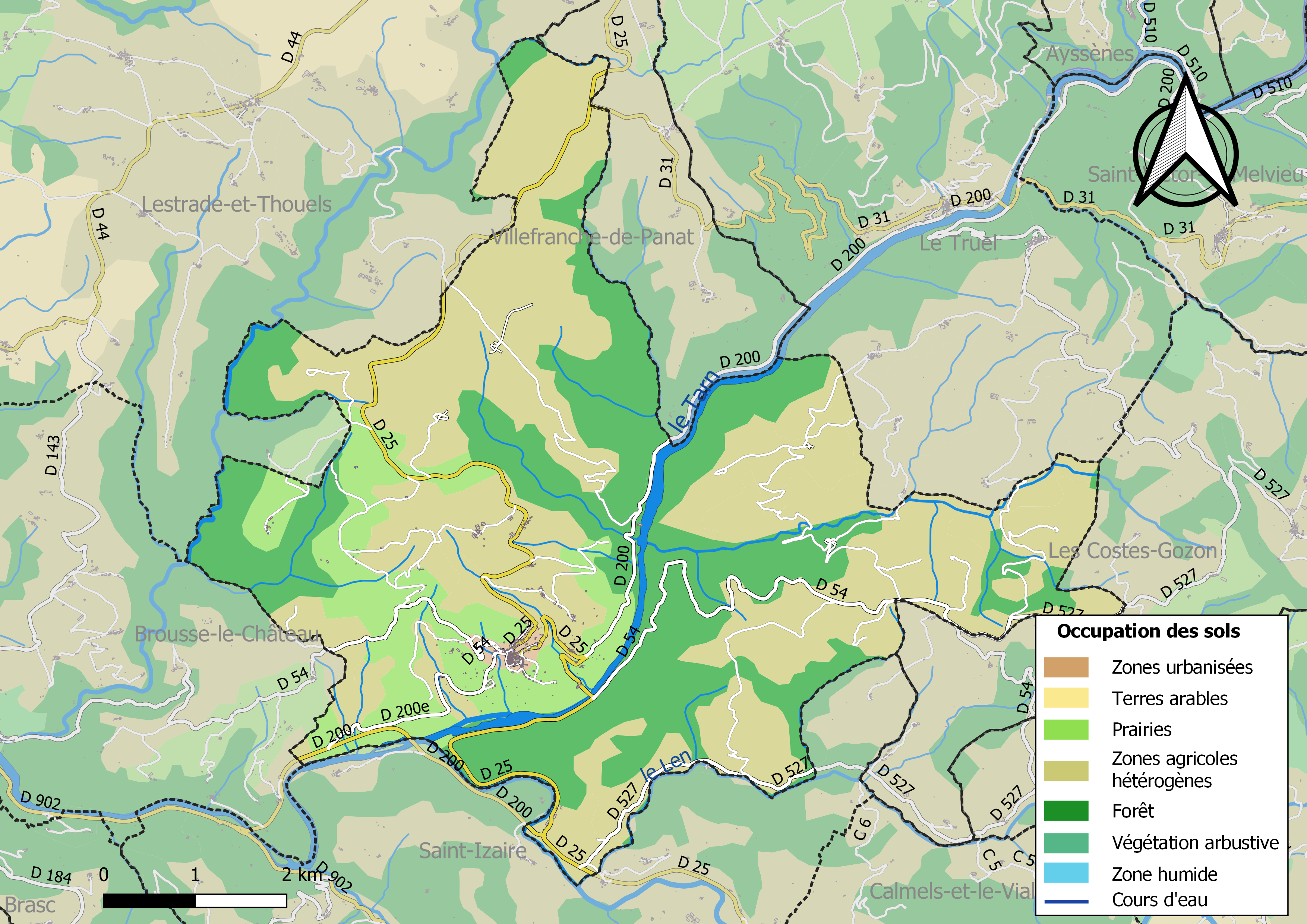
Infrastructures et occupation des sols de la commune de Broquiès.

L'occupation des sols de la commune, telle qu'elle ressort de la base de données européenne d’occupation biophysique des sols Corine Land Cover (CLC), est marquée par l'importance des territoires agricoles (65,7 % en 2018), en augmentation par rapport à 1990 (64,7 %). La répartition détaillée en 2018 est la suivante : 
zones agricoles hétérogènes (52,3 %), forêts (33,7 %), prairies (13,4 %), zones urbanisées (0,7 %).

### Planification
La loi SRU du 13 décembre 2000 a incité fortement les communes à se regrouper au sein d’un établissement public, pour déterminer les partis d’aménagement de l’espace au sein d’un SCoT, un document essentiel d’orientation stratégique des politiques publiques à une grande échelle. La commune est dans le territoire du SCoT du Parc naturel régional des Grands Causses, approuvé le vendredi 7 juillet 2017 par le comité syndical et mis à l’enquête publique en décembre 2019. La structure porteuse est le Pôle d'équilibre territorial et rural du PNR des Grands Causses, qui associe huit communautés de communes, notamment la communauté de communes de la Muse et des Raspes du Tarn, dont la commune est membre.
La commune, en 2017, avait engagé l'élaboration d'un plan local d'urbanisme.

### Voies de communication et transports
Le bourg de Broquiès se situe à l'intersection des routes départementales (RD) 25, 54 et 200E, dominant le Tarn en rive droite de près de 150 mètres.
La commune est également desservie par les RD 200 et 527.

### Risques majeurs
Le territoire de la commune de Broquiès est vulnérable à différents aléas naturels : climatiques (hiver exceptionnel ou canicule), feux de forêts et séisme (sismicité très faible).
Il est également exposé à deux risques particuliers, les risques radon et minier,.

#### Risques naturels
Le Plan départemental de protection des forêts contre les incendies découpe le département de l’Aveyron en sept « bassins de risque » et définit une sensibilité des communes à l’aléa feux de forêt (de faible à très forte). La commune est classée en sensibilité forte.
Les mouvements de terrains susceptibles de se produire sur la commune sont liés au retrait-gonflement des argiles, conséquence d'un changement d'humidité des sols argileux. Les argiles sont capables de fixer l'eau disponible mais aussi de la perdre en se rétractant en cas de sécheresse. Ce phénomène peut provoquer des dégâts très importants sur les constructions (fissures, déformations des ouvertures) pouvant rendre inhabitables certains locaux. La carte de zonage de cet aléa peut être consultée sur le site de l'observatoire national des risques naturels Georisques.

#### Risques particuliers
La commune est concernée par le risque minier, principalement lié à l’évolution des cavités souterraines laissées à l’abandon et sans entretien après l’exploitation des mines.
Dans plusieurs parties du territoire national, le radon, accumulé dans certains logements ou autres locaux, peut constituer une source significative d’exposition de la population aux rayonnements ionisants. Toutes les communes du département sont concernées par le risque radon à un niveau plus ou moins élevé. La commune de Broquiès est classée à risque moyen à élevé.

## Histoire
Au Moyen Âge, des fortifications entouraient le château et le village de Broquiès.
En 1842, la commune de La Cazotte fusionne avec Broquiès.

## Politique et administration

### Découpage territorial
La commune de Broquiès est membre de la communauté de communes de la Muse et des Raspes du Tarn, un établissement public de coopération intercommunale (EPCI) à fiscalité propre créé le 1er janvier 2005 dont le siège est à Saint-Rome-de-Tarn. Ce dernier est par ailleurs membre d'autres groupements intercommunaux.
Sur le plan administratif, elle est rattachée à l'arrondissement de Millau, au département de l'Aveyron et à la région Occitanie. Sur le plan électoral, elle dépend du  canton de Raspes et Lévezou pour l'élection des conseillers départementaux, depuis le redécoupage cantonal de 2014 entré en vigueur en 2015, et de la troisième circonscription de l'Aveyron  pour les élections législatives, depuis le dernier découpage électoral de 2010.

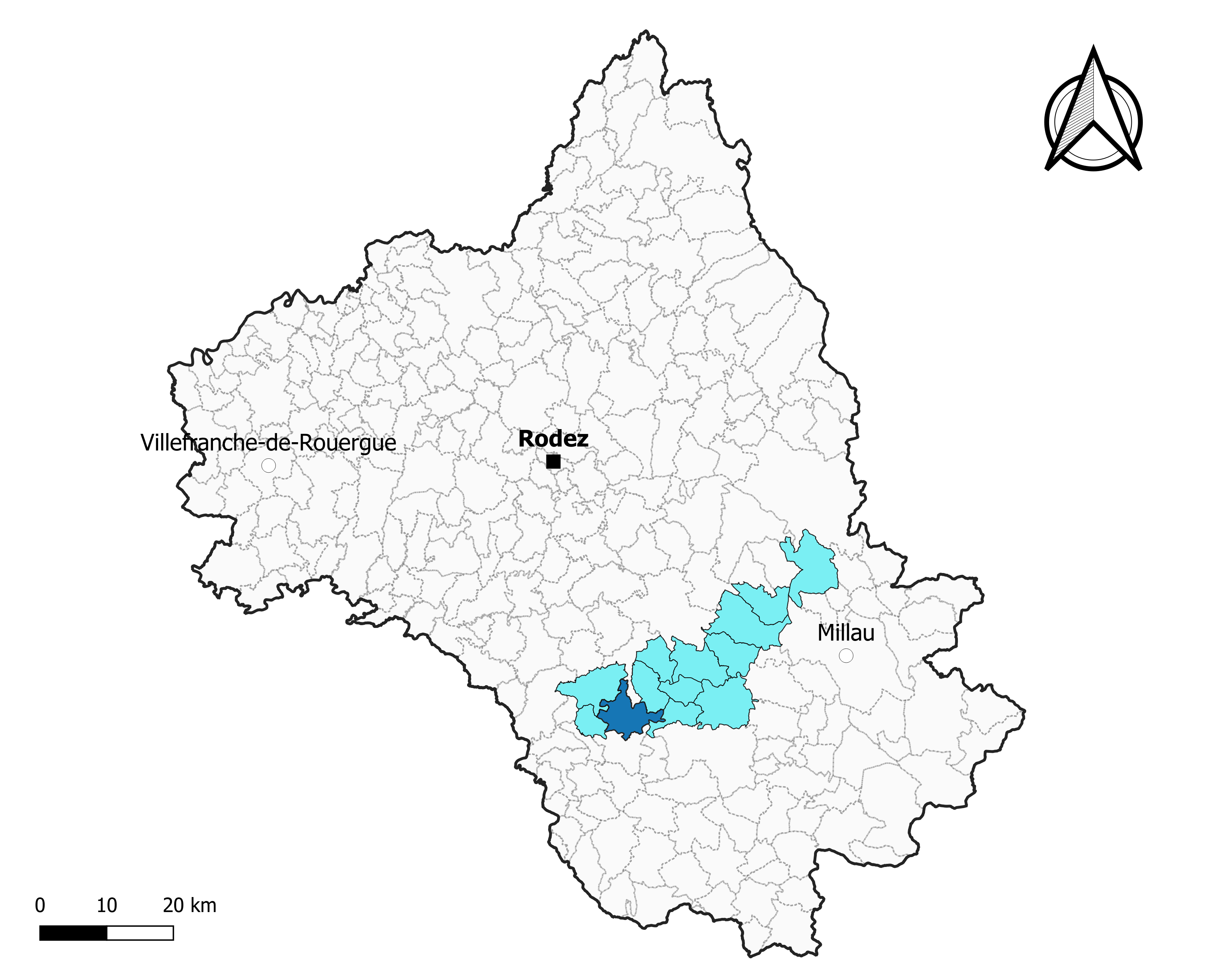
Broquiès dans l'intercommunalité en 2020.
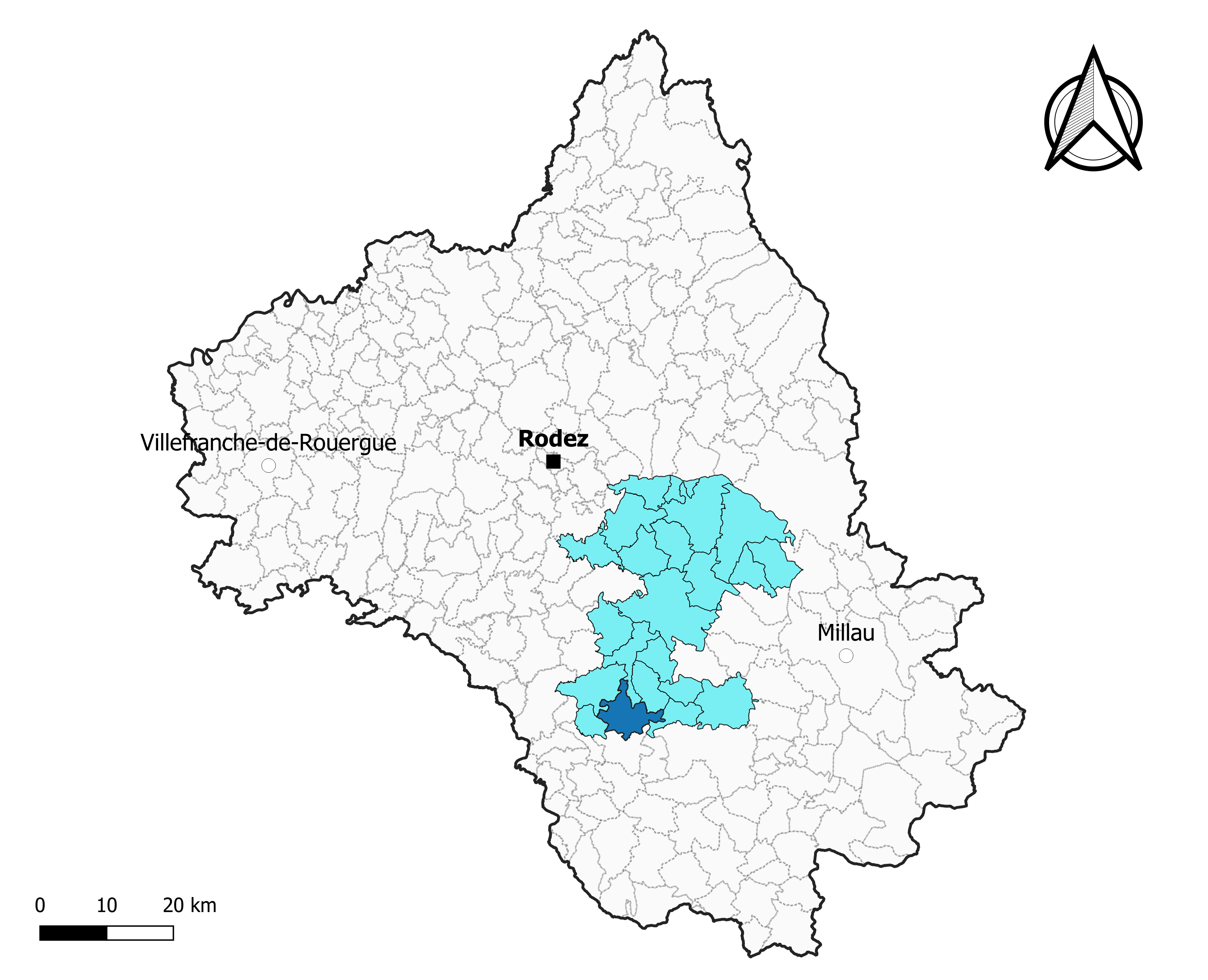
Broquiès dans le canton de Raspes et Lévezou en 2020.
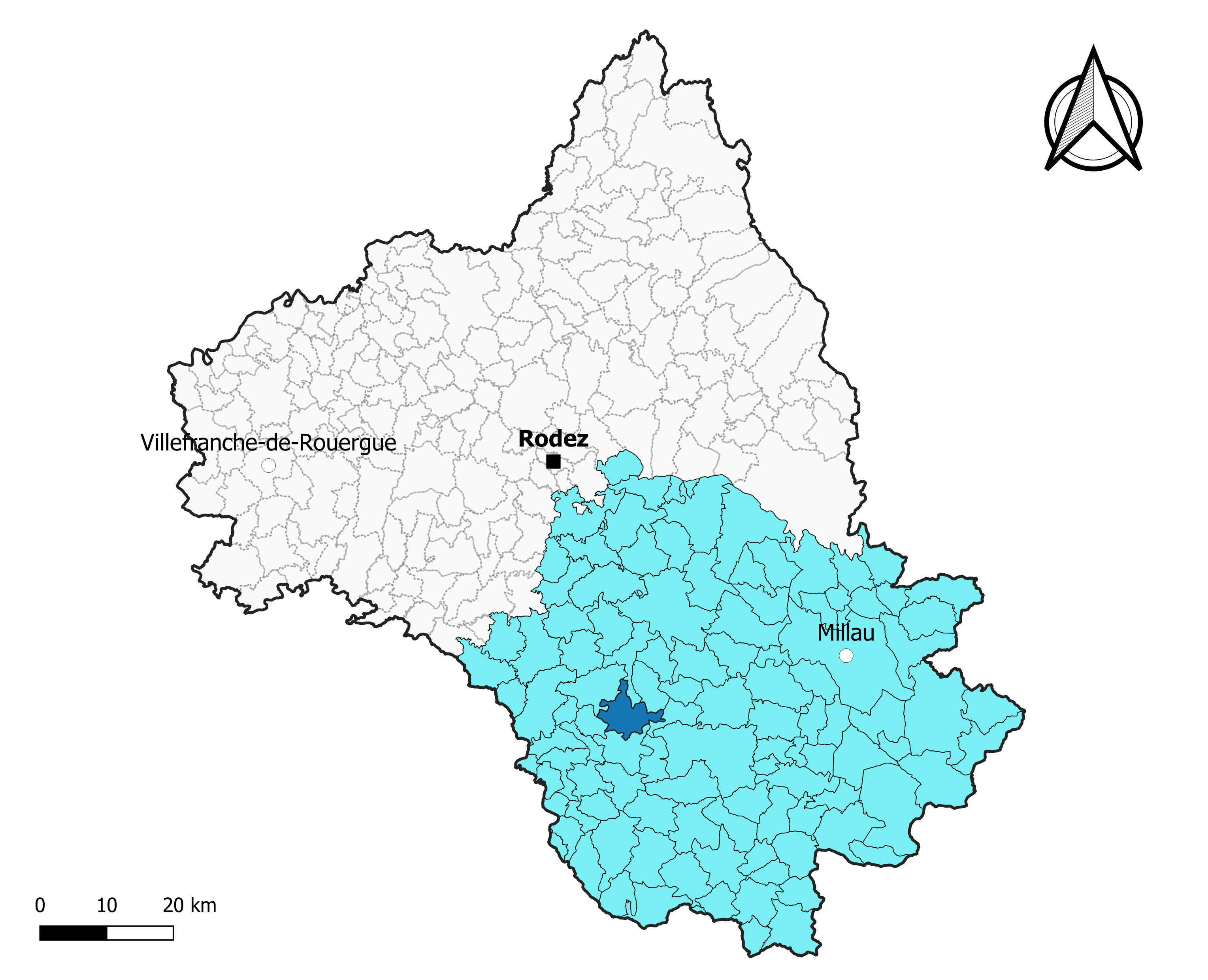
Broquiès dans l'arrondissement de Millau en 2020.

### Élections municipales et communautaires

#### Élections de 2020
Le conseil municipal de Broquiès, commune de moins de 1 000 habitants, est élu au scrutin majoritaire plurinominal à deux tours avec candidatures isolées ou groupées et possibilité de panachage. Compte tenu de la population communale, le nombre de sièges à pourvoir lors des élections municipales de 2020 est de 15. Sur les seize candidats en lice, quinze sont élus dès le premier tour, le 15 mars 2020, correspondant à la totalité des sièges à pourvoir, avec un taux de participation de 48,05 %.
Jean-Luc Crassous, maire sortant, est réélu pour un nouveau mandat le 25 mai 2020.
Dans les communes de moins de 1 000 habitants, les conseillers communautaires sont désignés parmi les conseillers municipaux élus en suivant l’ordre du tableau (maire, adjoints puis conseillers municipaux) et dans la limite du nombre de sièges attribués à la commune au sein du conseil communautaire. Trois sièges sont attribués à la commune au sein de la communauté de communes de la Muse et des Raspes du Tarn.

#### Liste des maires

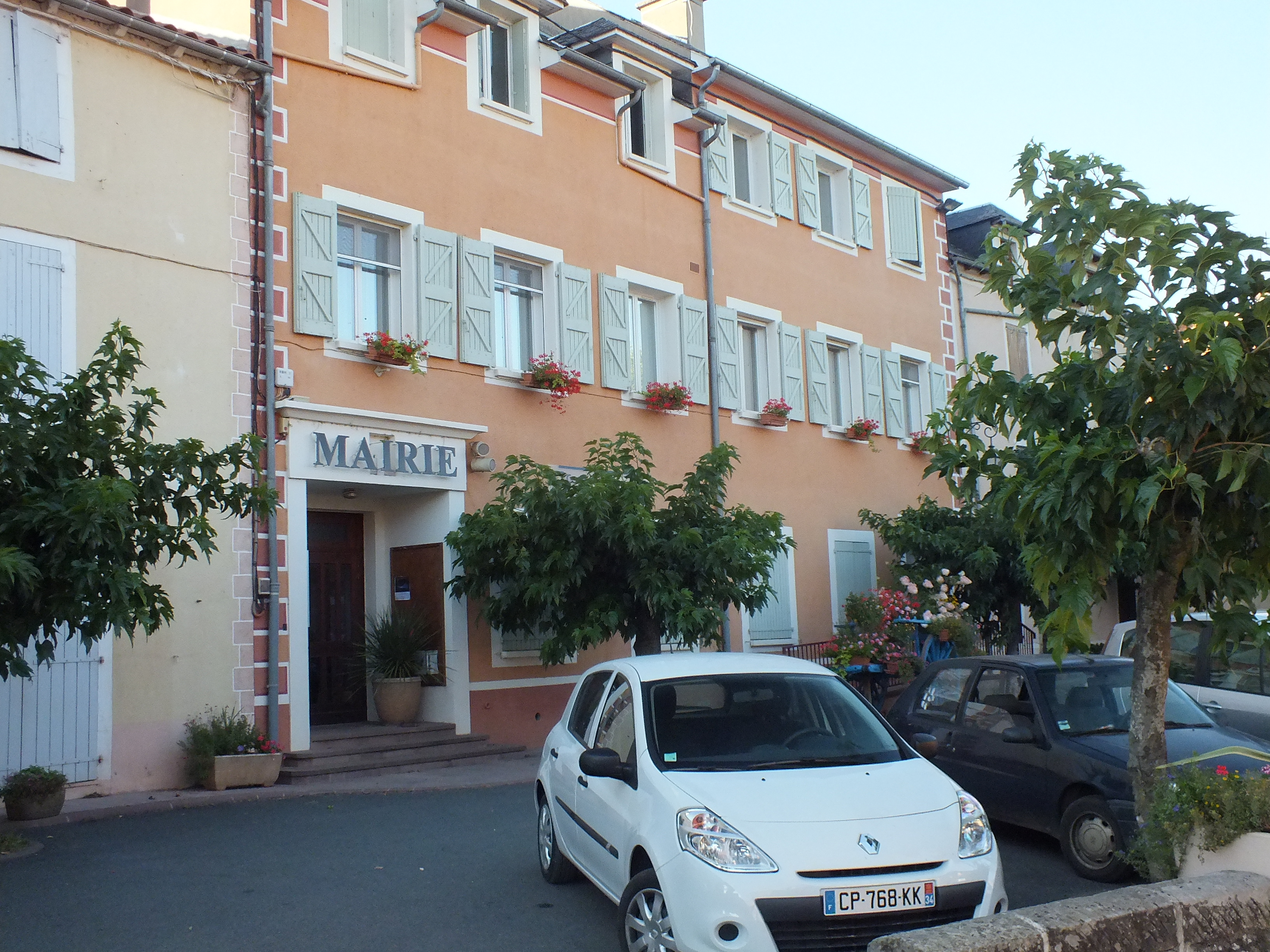
La mairie.

| Période                                  | Période       | Identité           | Étiquette | Qualité                         |
| ---------------------------------------- | ------------- | ------------------ | --------- | ------------------------------- |
| Les données manquantes sont à compléter. |               |                    |           |                                 |
|                                          |               |                    |           |                                 |
| 1983                                     | 1989          | Georges Daures     |           | Agriculteur                     |
| 1989                                     | décembre 2016 | Bernard Brengues   | UMP-LR    | Agriculteur retraité            |
| décembre 2016 (réélu en mai 2020)        | En cours      | Jean-Luc Crassous, |           | Contremaître, agent de maîtrise |

## Démographie
L'évolution du nombre d'habitants est connue à travers les recensements de la population effectués dans la commune depuis 1793. Pour les communes de moins de 10 000 habitants, une enquête de recensement portant sur toute la population est réalisée tous les cinq ans, les populations de référence des années intermédiaires étant quant à elles estimées par interpolation ou extrapolation. Pour la commune, le premier recensement exhaustif entrant dans le cadre du nouveau dispositif a été réalisé en 2007.

En 2022, la commune comptait 612 habitants, en évolution de +0,49 % par rapport à 2016 (Aveyron : +0,37 %, France hors Mayotte : +2,11 %).
| 1793  | 1800  | 1806  | 1821  | 1831  | 1836  | 1841  | 1846  | 1851  |
| ----- | ----- | ----- | ----- | ----- | ----- | ----- | ----- | ----- |
| 1 253 | 1 352 | 3 461 | 3 369 | 3 676 | 3 867 | 3 986 | 1 887 | 1 915 |

| 1856  | 1861  | 1866  | 1872  | 1876  | 1881  | 1886  | 1891  | 1896  |
| ----- | ----- | ----- | ----- | ----- | ----- | ----- | ----- | ----- |
| 1 854 | 1 894 | 1 990 | 1 917 | 1 967 | 2 095 | 2 067 | 2 026 | 2 082 |

| 1901  | 1906  | 1911  | 1921  | 1926  | 1931  | 1936  | 1946  | 1954  |
| ----- | ----- | ----- | ----- | ----- | ----- | ----- | ----- | ----- |
| 1 956 | 1 952 | 1 932 | 1 502 | 1 450 | 1 917 | 1 465 | 1 316 | 1 201 |

| 1962  | 1968  | 1975 | 1982 | 1990 | 1999 | 2006 | 2007 | 2012 |
| ----- | ----- | ---- | ---- | ---- | ---- | ---- | ---- | ---- |
| 1 118 | 1 022 | 881  | 752  | 652  | 678  | 652  | 648  | 621  |

| 2017 | 2022 | - | - | - | - | - | - | - |
| ---- | ---- | - | - | - | - | - | - | - |
| 612  | 612  | - | - | - | - | - | - | - |

## Économie

### Revenus
En 2018  (données Insee publiées en septembre 2021), la commune compte 255 ménages fiscaux, regroupant 534 personnes. La médiane du revenu disponible par unité de consommation est de 16 590 € (20 640 € dans le département).

### Emploi
| Division       | 2008  | 2013  | 2018  |
| -------------- | ----- | ----- | ----- |
| Commune        | 4,7 % | 4,5 % | 6,2 % |
| Département    | 5,4 % | 7,1 % | 7,1 % |
| France entière | 8,3 % | 10 %  | 10 %  |

En 2018, la population âgée de 15 à 64 ans s'élève à 308 personnes, parmi lesquelles on compte 76,4 % d'actifs (70,2 % ayant un emploi et 6,2 % de chômeurs) et 23,6 % d'inactifs,. Depuis 2008, le taux de chômage communal (au sens du recensement) des 15-64 ans est inférieur à celui de la France et du département.
La commune est hors attraction des villes,. Elle compte 173 emplois en 2018, contre 162 en 2013 et 190 en 2008. Le nombre d'actifs ayant un emploi résidant dans la commune est de 220, soit un indicateur de concentration d'emploi de 78,8 % et un taux d'activité parmi les 15 ans ou plus de 44,4 %.
Sur ces 220 actifs de 15 ans ou plus ayant un emploi, 127 travaillent dans la commune, soit 58 % des habitants. Pour se rendre au travail, 64,3 % des habitants utilisent un véhicule personnel ou de fonction à quatre roues, 0,9 % les transports en commun, 18,6 % s'y rendent en deux-roues, à vélo ou à pied et 16,3 % n'ont pas besoin de transport (travail au domicile).

### Activités hors agriculture

#### Secteurs d'activités
58 établissements sont implantés  à Broquiès au 31 décembre 2019. Le tableau ci-dessous en détaille le nombre par secteur d'activité et compare les ratios avec ceux du département,.
| Secteur d'activité                                                                                        | Commune | Commune | Département |
| Secteur d'activité                                                                                        | Nombre  | %       | %           |
| --- | ------- | ------- | ----------- |
| Ensemble                                                                                                  | 58      |         |             |
| Industrie manufacturière, industries extractives et autres                                                | 21      | 36,2 %  | (17,7 %)    |
| Construction                                                                                              | 4       | 6,9 %   | (13 %)      |
| Commerce de gros et de détail, transports, hébergement et restauration                                    | 12      | 20,7 %  | (27,5 %)    |
| Information et communication                                                                              | 1       | 1,7 %   | (1,5 %)     |
| Activités immobilières                                                                                    | 2       | 3,4 %   | (4,2 %)     |
| Activités spécialisées, scientifiques et techniques et activités de services administratifs et de soutien | 7       | 12,1 %  | (12,4 %)    |
| Administration publique, enseignement, santé humaine et action sociale                                    | 7       | 12,1 %  | (12,7 %)    |
| Autres activités de services                                                                              | 4       | 6,9 %   | (7,8 %)     |

Le secteur de l'industrie manufacturière, des industries extractives et autres est prépondérant sur la commune puisqu'il représente 36,2 % du nombre total d'établissements de la commune (21 sur les 58 entreprises implantées  à Broquiès), contre 17,7 % au niveau départemental.

### Agriculture
La commune est dans les Monts de Lacaune, une petite région agricole occupant le sud du département de l'Aveyron. En 2020, l'orientation technico-économique de l'agriculture  sur la commune est l'élevage d'ovins ou de caprins.
|               | 1988  | 2000  | 2010  | 2020  |
| ------------- | ----- | ----- | ----- | ----- |
| Exploitations | 84    | 54    | 45    | 31    |
| SAU (ha)      | 2 093 | 2 231 | 2 316 | 2 136 |

Le nombre d'exploitations agricoles en activité et ayant leur siège dans la commune est passé de 84 lors du recensement agricole de 1988  à 54 en 2000 puis à 45 en 2010 et enfin à 31 en 2020, soit une baisse de 63 % en 32 ans. Le même mouvement est observé à l'échelle du département qui a perdu pendant cette période 51 % de ses exploitations,. La surface agricole utilisée sur la commune a quant à elle augmenté, passant de 2 093 ha en 1988 à 2 136 ha en 2020. Parallèlement la surface agricole utilisée moyenne par exploitation a augmenté, passant de 25 à 69 ha.

## Culture locale et patrimoine

### Lieux et monuments
Témoignage du passé préhistorique de la région, la statue-menhir de la Coste a été répertoriée sur le territoire communal.
Trois édifices religieux y sont présents :
- l'église de l'Invention-de-Saint-Étienne de Broquiès[65], qui recèle un retable dont le tableau du XVIIIe siècle représentant la Crucifixion est inscrit en 1988 au titre des monuments historiques[66] ;
- la chapelle (ou l'église) Saint-Amans de Costrix[67], qui a deux chapiteaux romans inscrits en 1986 au titre des monuments historiques[68] ;
- l'église Saint-Laurent de la Cazotte (ancienne commune)[69].

Devant l'église de Broquiès a été érigée en 1784 une croix monumentale métallique, inscrite en 1983 au titre des monuments historiques.
Le barrage de la Jourdanie a été construit sur le Tarn pour la production d'hydroélectricité.

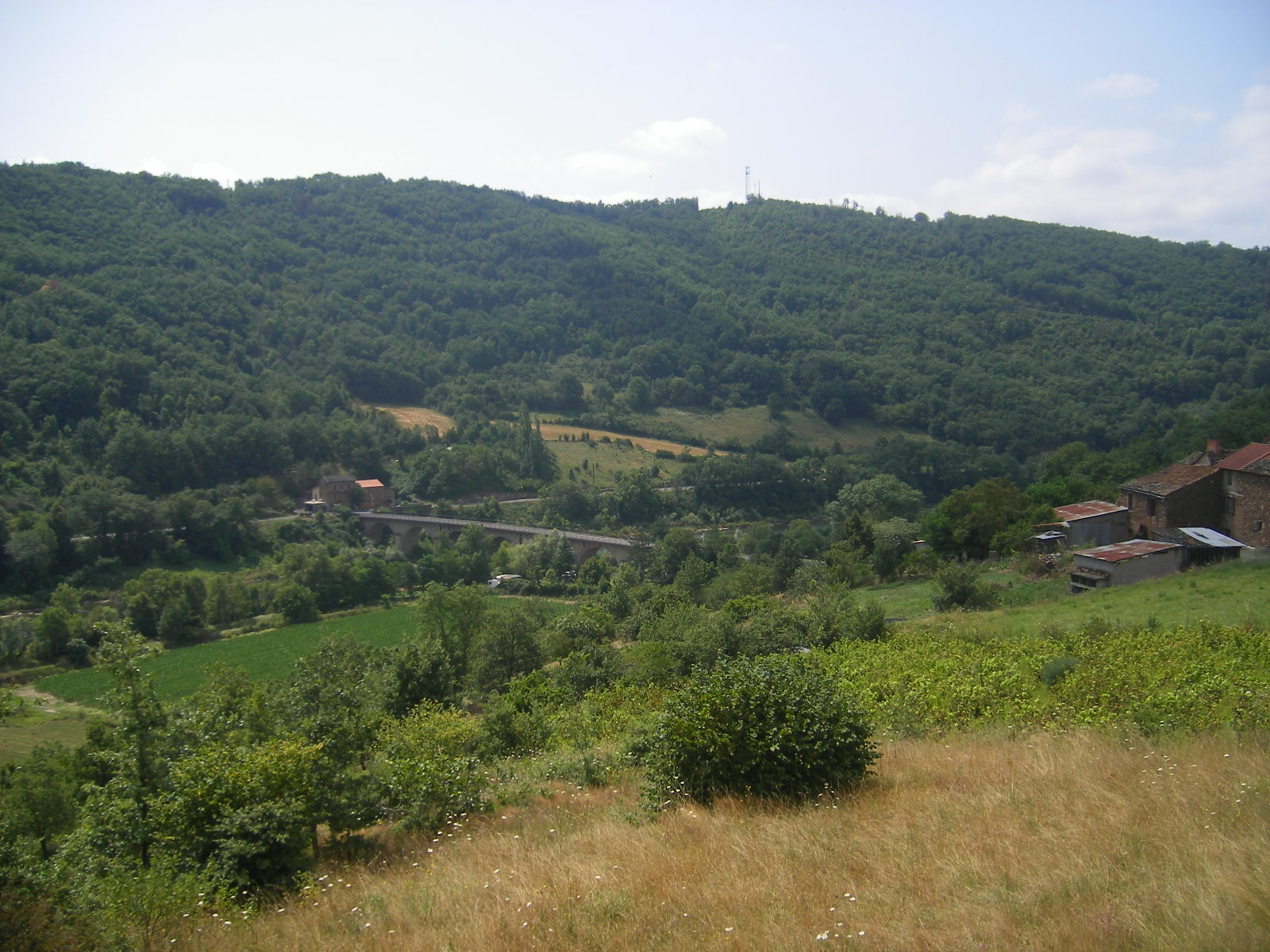
La vallée du Tarn à Broquiès.
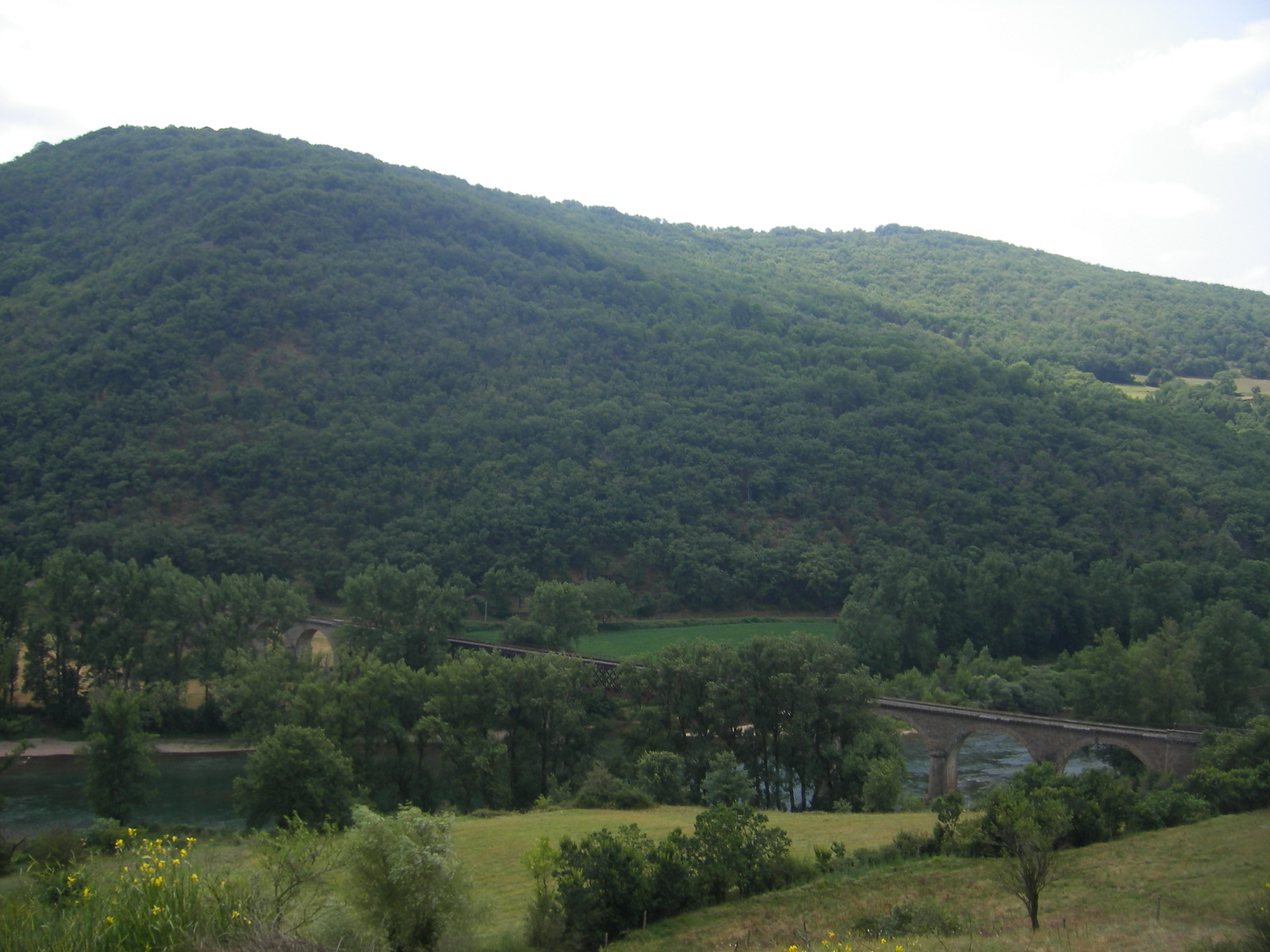
Pont sur le Tarn à Broquiès.

### Héraldique
Pour un article plus général, voir Armorial des communes de l'Aveyron.
| Blason de Broquiès | Blason  | De gueules au léopard lionné d'or.               |
| Blason de Broquiès | Détails | Le statut officiel du blason reste à déterminer. |